# Agnelli (cognome)
Agnelli è un cognome di lingua italiana.

## Varianti
Agnella, Agnellini, Agnello, Agnelutti, Agnusdei, Aino, Aniello, D'Agnello, D'Aniello, Dagnelut, Santaniello.

## Origine e diffusione
Il cognome è diffuso dalla Toscana all'Italia settentrionale.
Potrebbe derivare dal prenome Agnello, dal latino agnellus, soprattutto come simbolo inerente alla figura di Gesù Cristo. Potrebbe presentare affinità con il cognome Agnese.
La variante Aniello è napoletana e siciliana; Agnello è siciliana; Agnelutti e Dagnelut sono del Triveneto; Santaniello è napoletano; Agnusdei è centro-meridionale; Aino è campano e calabrese.

## Persone
- Giuseppe Agnelli – bibliotecario e umanista italiano
- Guglielmo Agnelli (1238 circa – 1313) – scultore e architetto italiano
- Manuel Agnelli (1966 – vivente) – musicista e scrittore italiano